# 中华人民共和国公路命名与编号
中华人民共和国公路命名由路线起讫点的地名以连接号连接，称为“XX—XX公路”或“XX—XX高速公路”， 路线简称用起讫点地名的首位汉字或法定简称组合表示，称为“XX线”或“XX高速”。中华人民共和国公路编号按行政等级分别以G（国家高速公路和普通国道）、S（省级高速公路和普通省道）、X（县道）、Y（乡道）、C（村道）和Z（专用公路）等字母标识。普通公路的路线编号由一位字母和三位数字组合表示（如“G318”），高速公路编号由一位字母和一至两位数字，需要时辅以一位小写的类型识别号和一位小写的顺序号数字组合表示（如“G4”“G1523”）。

## 国家高速公路

### 命名与编号规则

#### 主线
- 放射线以北京为起点，放射线止点为终点，依起讫点地名命名为“北京—XX高速公路”，简称“京X高速”（地名简称为其首位字或法定简称，下同）；编号为GX，“X”为1一9的整数，从正北方向开始顺时针从G1向后依次升序编号；

- 纵线以路线北端为起点，南端为讫点，依起讫点地名命名为“XX—XX高速公路”，简称“XX高速”；编号为GXX，“XX”为11—89的奇数，从G11开始自东向西升序编号；

- 横线以路线东端为起点，西端为讫点，依起讫点地名命名为“XX—XX高速公路”，简称“XX高速”；编号为GXX，“XX”为10—90的偶数，从G10开始自北向南升序编号；

- 地区环线依路线所在地区名称命名为 “XX地区环线高速公路”，简称“XX环线高速”；编号为GXX，“XX”为91—99的整数，从G91全国范围内总体由北向南升序编号。

#### 并行线、联络线及绕城环线
- 绕城环线依路线所在城市名称命名为 “XX市绕城高速公路”，简称“XX绕城高速”；编号为GXX0X，
  - 由其连接的编号最小的主线（纵线、横线或地区环线）编号后加一位识别号“0”以及一位绕城环线顺序号组合在全国范围内编排；同一主线穿越多个省（自治区、直辖市），所连接的城市绕城环线的顺序号，宜沿主线起讫方向增序排列，不同省级政区间不允许出现相同绕城环线编号；
  - 若主线所连接的环线编号空间已全部使用，则选用主线编号次小者，以此类推；
  - 若城市绕城环线仅连接首都放射线（对应主线编号为1位）时，则在主线编号前以数字0补位，目前全国仅有三条，分别是 长沙绕城高速、 西宁绕城高速、 拉萨绕城高速。

- 联络线以离对应主线近的一端为起点，另一端为讫点，依路线起讫点地名命名为“XX—XX高速公路”，简称“XX高速”；编号为GXX1X（特殊扩容情况GXX3X），
  - 由其连接的编号最小的主线（纵线、横线或地区环线）编号后加一位识别号“1”以及一位联络线顺序号组合在全国范围内编排（联络线数量突破容量时，可将识别号扩容为3），同一主线穿越多个省（自治区、直辖市），所连接的联络线的顺序号，宜沿主线起讫方向増序排列；
  - 若主线所连接的联络线编号空间已全部使用，则选用主线编号次小者，以此类推；
  - 若对应主线为首都放射线（对应主线编号为1位）时，则在主线编号前以数字0补位。

- 并行线以离对应主线起点近的一端为起点，另一端为讫点，依路线起讫点地名命名为“XX—XX高速公路”，简称“XX高速”；编号为GXX2X（特殊扩容情况GXX4X），
  - 由其连接的编号最小的主线（纵线、横线或地区环线）编号后加一位识别号“2”以及一位联络线顺序号组合在全国范围内编排（联络线数量突破容量时，可将识别号扩容为4），同一主线穿越多个省（自治区、直辖市），所连接的并行线的顺序号，宜沿主线起讫方向増序排列；
  - 若主线所连接的并行编号空间已全部使用，则选用主线编号次小者，以此类推；
  - 若对应主线为首都放射线（对应主线编号为1位）时，则在主线编号前以数字0补位。

#### 重名处理规则
- 不同起讫点高速公路简称发生重复时，采用起讫点地名的第二或第三位汉字或别称替换的方式加以区别。
- 相同起讫点存在两条或以上高速公路时，
  - 后通车高速公路称为“XX—XX第二高速公路”，简称“XX第二高速”；
  - 也可根据线路的方位、地理特征等补充命名，如“机场北线高速”“广深沿江高速”；
  - 也可增加一中间途径点，称为“XX—XX—XX高速公路”，简称“XXX高速”。
- 同一城市或地区出现多条环线时，应以路线的方位顺序和编号顺序进行区别。

#### 并线编号处理规则
若一段道路属于两条及以上线路，则按等级优先考虑，国家高速＞省高速。例如 呼北高速与 静兴高速共线的“奥家湾立交—土贞立交”段，原本仅属于 静兴高速。但因为 呼北高速属于国家高速，所以此段路线改用G59编号。若等级相同，则取主线编号较小者。例如 荣乌高速与 长深高速共线的“沙洼立交—团泊南立交”段，在 荣乌高速未建成前，该段路仅属于 长深高速（这也是天津绕城高速使用G2502而非G1801的直接原因），后来在G18全线通车后全部改为了G18的编号。若等级不同，则按照细分等级考虑，具体等级排位依次为：绕城高速＞主线＞联络、并行线（如 大广高速北京“酸枣岭立交—双源立交”段，在 北京六环路建成后全部改为G4501编号，以确保主要城市环线的完整性，同时也让事故救援时确认位置的复杂程度明显降低）。另外，若遇到两条线路主线编号均相同（一条并行线、一条联络线），处理方式为“先建成通车优先”。截至目前，全国仅有的唯二的例子是 甬莞高速与 莆炎高速共线的“潼关立交—五星立交”段，目前使用的是 甬莞高速编号。以及 合安高速与 沪武高速“马堰立交—桐城南立交”，目前使用的是 合安高速编号。

### 出口编号
- 出口编号采用里程桩的整数值表示，里程桩全国统排。当桩号大于1000时，出口编号使用桩号后三位（如广西、宁夏、四川）或者全四位（如浙江、福建、广东）。[3]

### 国家高速公路列表
| 国家高速公路命名与编号                                                                             | 国家高速公路命名与编号 | 国家高速公路命名与编号 | 国家高速公路命名与编号 | 国家高速公路命名与编号 |
| -------------------------------------------------------------------------------------------------- | ---------------------- | ---------------------- | ---------------------- | --- |
| |                        |                        |                        | |
| 放射线 纵线 横线 （其中细线为其并行线或联络线，虚线为远期展望线） 地区、绕城环线及其并行线或联络线 |                        |                        |                        | |
| 序号                                                                                               | 路线类别               | 編號                   | 路线起讫点             | 主要控制点 |
| 一、放射线（7条）                                                                                  |                        |                        |                        | |
| 1                                                                                                  | 主线                   | 京哈高速               | 北京—哈尔滨            | 北京、宝坻、唐山、秦皇岛、锦州、沈阳、四平、长春、哈尔滨 |
| | 联络线                 | 秦滨高速               | 秦皇岛—滨州            | 秦皇岛、唐海、天津滨海新区、黄骅港、滨州（沾化） |
| | 联络线                 | 长辽高速               | 长春—辽源              | 长春、伊通、辽源 |
| | 并行线                 | 京秦高速               | 北京—秦皇岛            | 北京、蓟州、迁西、秦皇岛 |
| | 并行线                 | 秦沈高速               | 秦皇岛—沈阳            | 秦皇岛、义县、黑山、沈阳 |
| 2                                                                                                  | 主线                   | 京沪高速               | 北京—上海              | 北京、天津、沧州、济南、莱芜、临沂、淮安、江都、江阴、无锡、苏州、上海 |
| | 联络线                 | 津石高速               | 天津—石家庄            | 天津滨海新区、静海、大城、任丘、安国、石家庄 |
| | 联络线                 | 武滨高速               | 武清—滨海新区          | 武清、天津滨海新区 |
| 3                                                                                                  | 主线                   | 京台高速               | 北京—台北              | 北京、廊坊、沧州、德州、济南、泰安、曲阜、徐州、蚌埠、合肥、铜陵、黄山、衢州、建瓯、福州、台北（因两岸问题，福州至台北段暂未实施。）                                                       |
| | 联络线                 | 济聊高速               | 济南—聊城              | 济南、茌平、聊城 |
| | 并行线                 | 德上高速               | 德州—上饶              | 德州、聊城、范县、菏泽、巨野、永城、蒙城、舒城、祁门、婺源、德兴、上饶 |
| | 并行线                 | 京德高速               | 北京—德州              | 北京、霸州、德州 |
| | 并行线                 | 济合高速               | 济宁—合肥              | 济宁、鱼台、徐州、宿州、固镇、蚌埠、凤阳、定远、合肥 |
| 4                                                                                                  | 主线                   | 京港澳高速             | 北京— 香港／澳门       | 北京、保定、石家庄、邯郸、新乡、郑州、漯河、信阳、武汉、咸宁、岳阳、长沙、株洲、衡阳、郴州、韶关、广州、深圳、香港（口岸）                                                                 |
| | 联络线                 | 安长高速               | 安阳—长治              | 安阳、林州、长治 |
| | 联络线                 | 深南高速               | 深圳—南宁              | 深圳、珠海、江门、茂名、玉林、南宁 |
| | 联络线                 | 新忻高速               | 新乐—忻州              | 新乐、行唐、平山、忻州 |
| | 并行线                 | 许广高速               | 许昌—广州              | 许昌、叶县、泌阳、随州、天门、潜江、岳阳、汨罗、长沙、衡阳、常宁、临武、连州、清远、广州                                                                                                   |
| | 并行线                 | 武深高速               | 武汉—深圳              | 武汉、嘉鱼、通城、平江、浏阳、醴陵、攸县、炎陵、汝城、仁化、新丰、博罗、深圳 |
| | 并行线                 | 乐广高速               | 乐昌—广州              | 乐昌、韶关、英德、广州 |
| | 并行线                 | 京武高速               | 北京—武汉              | 北京、河北雄安新区、巨鹿、郑州、尉氏、汝南、正阳、武汉 |
| | 并行线                 | 广澳高速               | 广州—澳门              | 广州、中山、珠海、澳门（口岸） |
| 5                                                                                                  | 主线                   | 京昆高速               | 北京—昆明              | 北京、保定、石家庄、盂县、太原、临汾、西安、汉中、广元、绵阳、成都、雅安、西昌、攀枝花、昆明                                                                                               |
| | 联络线                 | 德都高速               | 德阳—都江堰            | 德阳、什邡、彭州、都江堰 |
| | 联络线                 | 成乐高速               | 成都—乐山              | 成都、彭山、眉山、乐山 |
| | 联络线                 | 平洛高速               | 平遥—洛阳              | 平遥、沁源、安泽、沁水、阳城、孟津、洛阳 |
| 6                                                                                                  | 主线                   | 京藏高速               | 北京—拉萨              | 北京、张家口、集宁、呼和浩特、包头、临河、乌海、银川、中宁、白银、兰州、西宁、格尔木、拉萨                                                                                                 |
| | 联络线                 | 张汶高速               | 张掖—汶川              | 张掖、门源、大通、西宁、平安、同仁、河南、尕海、若尔盖、松潘、汶川 |
| | 联络线                 | 西和高速               | 西宁—和田              | 西宁、湟源、海晏、天峻、德令哈、茫崖、若羌、且末、民丰、于田、和田 |
| | 联络线                 | 西丽高速               | 西宁—丽江              | 西宁、共和、玛多、玉树、昌都、芒康、香格里拉、丽江 |
| | 联络线                 | 德康高速               | 德令哈—康定            | 德令哈、都兰、玛沁、久治、马尔康、金川、丹巴、康定 |
| | 联络线                 | 乌甘高速               | 乌拉特前旗—甘其毛都    | 乌拉特前旗、乌拉特中旗、甘其毛都（口岸） |
| 7                                                                                                  | 主线                   | 京新高速               | 北京—乌鲁木齐          | 北京、张家口、集宁、呼和浩特、临河、额济纳旗、哈密（梧桐大泉）、伊吾、巴里坤、奇台、阜康、乌鲁木齐                                                                                         |
| | 联络线                 | 乌若高速               | 乌鲁木齐—若羌          | 乌鲁木齐、库尔勒、若羌 |
| | 联络线                 | 额策高速               | 额济纳旗—策克          | 额济纳旗、策克（口岸） |
| 二、纵线（11条）                                                                                   |                        |                        |                        | |
| 1                                                                                                  | 主线                   | 鹤大高速               | 鹤岗—大连              | 鹤岗、佳木斯、鸡西、牡丹江、敦化、通化、丹东、大连 |
| | 联络线                 | 鹤哈高速               | 鹤岗—哈尔滨            | 鹤岗、伊春、绥化、哈尔滨 |
| | 联络线                 | 集双高速               | 集安—双辽              | 集安（口岸）、通化、梅河口、辽源、四平、双辽 |
| | 联络线                 | 丹阜高速               | 丹东—阜新              | 丹东（口岸）、本溪、沈阳、新民、阜新 |
| | 联络线                 | 鸡建高速               | 鸡西—建三江            | 鸡西、密山、虎林、建三江 |
| | 联络线                 | 伊北高速               | 伊春—北安              | 伊春、北安 |
| | 联络线                 | 绥北高速               | 绥化—北安              | 绥化、海伦、北安 |
| | 联络线                 | 抚长高速               | 抚松—长白              | 抚松、长白（口岸） |
| | 联络线                 | 白临高速               | 白山—临江              | 白山、临江（口岸） |
| | 联络线                 | 牡延高速               | 牡丹江—延吉            | 牡丹江（杏山）、汪清、延吉 |
| 2                                                                                                  | 主线                   | 沈海高速               | 沈阳—海口              | 沈阳、辽阳、鞍山、海城、大连、烟台、青岛、日照、连云港、盐城、南通、常熟、太仓、上海、宁波、台州、温州、宁德、福州、泉州、厦门、汕头、汕尾、深圳、广州、佛山、开平、阳江、茂名、湛江、海口 |
| | 联络线                 | 日兰高速               | 日照—兰考              | 日照、莒县、沂南、临沂、费县、平邑、泗水、曲阜、济宁、菏泽、兰考 |
| | 联络线                 | 甬金高速               | 宁波—金华              | 宁波、嵊州、金华 |
| | 联络线                 | 温丽高速               | 温州—丽水              | 温州、丽水 |
| | 联络线                 | 宁上高速               | 宁德—上饶              | 宁德、上饶 |
| | 联络线                 | 盐靖高速               | 盐城—靖江              | 盐城、姜堰、靖江 |
| | 联络线                 | 盐洛高速               | 盐城—洛阳              | 大丰、盐城、淮安、泗县、宿州、亳州、太康、许昌、登封、洛阳 |
| | 联络线                 | 莆炎高速               | 莆田—炎陵              | 湄洲湾、莆田、三明、建宁、广昌、吉安、泰和、井冈山、炎陵 |
| | 并行线                 | 常嘉高速               | 常熟—嘉善              | 常熟、昆山、嘉善 |
| | 并行线                 | 常台高速               | 常熟—台州              | 常熟、苏州、嘉兴、绍兴、台州 |
| | 并行线                 | 甬莞高速               | 宁波—东莞              | 宁波、象山、台州、玉环、温州、福鼎、宁德、福州、永泰、仙游、安溪、漳州、平和、潮州、揭阳、陆河、惠东、东莞                                                                                 |
| 3                                                                                                  | 主线                   | 长深高速               | 长春—深圳              | 长春、双辽、阜新、朝阳、承德、唐山、天津、黄骅、滨州、青州、沂水、沂南、临沂、临沭、连云港、淮安、南京、溧阳、宜兴、湖州、杭州、金华、丽水、南平、三明、龙岩、梅州、兴宁、河源、惠州、深圳 |
| | 联络线                 | 新鲁高速               | 新民—鲁北              | 新民、彰武、通辽、鲁北 |
| | 联络线                 | 阜锦高速               | 阜新—锦州              | 阜新、锦州 |
| | 联络线                 | 淮徐高速               | 淮安—徐州              | 淮安、宿迁、徐州 |
| | 联络线                 | 鲁霍高速               | 鲁北—霍林郭勒          | 鲁北、霍林郭勒 |
| | 联络线                 | 东吕高速               | 东营—吕梁              | 垦利、滨州、济南、高唐、威县、邢台、左权、榆社、平遥、汾阳 |
| | 联络线                 | 沙厦高速               | 沙县—厦门              | 沙县、尤溪、德化、安溪、厦门 |
| | 联络线                 | 深岑高速               | 深圳—岑溪              | 深圳、中山、江门、新兴、罗定、岑溪 |
| 4                                                                                                  | 主线                   | 济广高速               | 济南—广州              | 济南、菏泽、商丘、阜阳、六安、潜山、望江、景德镇、鹰潭、南城、瑞金、平远、兴宁、五华、紫金、东源、博罗、增城、广州                                                                         |
| | 联络线                 | 菏宝高速               | 菏泽—宝鸡              | 菏泽、长垣、新乡、修武、焦作、济源、垣曲、万荣、合阳、铜川、郴县、凤翔 |
| 5                                                                                                  | 主线                   | 大广高速               | 大庆—广州              | 大庆、松原、双辽、通辽、赤峰、承德、北京、霸州、衡水、濮阳、开封、周口、麻城、黄石、吉安、赣州、龙南、连平、广州                                                                           |
| | 联络线                 | 龙河高速               | 龙南—河源              | 龙南、河源 |
| | 联络线                 | 双嫩高速               | 双辽—嫩江              | 双辽、齐齐哈尔、白城、嫩江 |
| | 联络线                 | 奈营高速               | 奈曼旗—营口            | 奈曼旗、阜新、盘锦、营口 |
| | 联络线                 | 赤绥高速               | 赤峰—绥中              | 赤峰、凌源、绥中 |
| 6                                                                                                  | 主线                   | 二广高速               | 二连浩特—广州          | 二连浩特、集宁、大同、太原、长治、晋城、洛阳、南召、南阳、襄阳、荆州、常德、娄底、邵阳、永州、连州、广州                                                                                   |
| | 联络线                 | 集阿高速               | 集宁—阿荣旗            | 集宁、鲁北、乌兰浩特、阿荣旗 |
| | 联络线                 | 晋新高速               | 晋城—新乡              | 晋城、焦作、新乡 |
| | 联络线                 | 长张高速               | 长沙—张家界            | 长沙、常德、张家界 |
| | 联络线                 | 张南高速               | 张家界—南充            | 张家界、来凤、黔江、石柱、忠县、梁平、大竹、营山、南充 |
| | 联络线                 | 苏张高速               | 苏尼特右旗—张家口      | 苏尼特右旗、化德、张家口 |
| 7                                                                                                  | 主线                   | 呼北高速               | 呼和浩特—北海          | 呼和浩特、和林格尔、右玉、朔州、岢岚、吕梁、吉县、运城、灵宝、卢氏、十堰、房县、保康、宜昌、慈利、张家界、新化、武冈、新宁、资源、荔浦、平南、玉林、北海（铁山港）                         |
| | 联络线                 | 朔太高速               | 朔州—太原              | 朔州、神池、太原 |
| | 联络线                 | 房五高速               | 房县—五峰              | 房县、神农架、兴山、五峰 |
| 8                                                                                                  | 主线                   | 包茂高速               | 包头—茂名              | 包头、鄂尔多斯、榆林、延安、铜川、西安、安康、达州、重庆、黔江、吉首、怀化、桂林、梧州、茂名                                                                                               |
| | 联络线                 | 安清高速               | 安塞—清涧              | 安塞、子长、清涧 |
| | 联络线                 | 秀从高速               | 秀山—从江              | 秀山、铜仁、天柱、黎平、从江 |
| | 联络线                 | 梧柳高速               | 梧州—柳州              | 梧州、平南、柳州 |
| | 并行线                 | 榆蓝高速               | 榆林—蓝田              | 榆林、绥德、延川、宜川、黄龙、渭南、蓝田（玉山） |
| | 并行线                 | 延西高速               | 延安—西安              | 延安、富县、洛川、宜君、铜川、西安 |
| 9                                                                                                  | 主线                   | 银百高速               | 银川—百色              | 银川、惠安堡、庆城、旬邑、西安、安康、岚皋、城口、万州、忠县、涪陵、南川、道真、瓮安、贵阳、罗甸、乐业、百色（龙邦口岸）                                                                   |
| | 联络线                 | 安来高速               | 安康—来凤              | 安康（平利）、巫溪、建始、恩施、来凤 |
| 10                                                                                                 | 主线                   | 兰海高速               | 兰州—海口              | 兰州、广元、南充、重庆、遵义、贵阳、麻江、都匀、河池、南宁、钦州、北海、湛江、海口 |
| | 联络线                 | 钦东高速               | 钦州—东兴              | 钦州、防城、东兴（口岸） |
| | 联络线                 | 筑蓉高速               | 贵阳—成都              | 贵阳、修文、金沙、古蔺、叙永、兴文、珙县、宜宾、荣县、简阳、成都 |
| | 并行线                 | 渝筑高速               | 延安—西安              | 重庆、遵义、贵阳 |
| | 并行线                 | 筑北高速               | 贵阳—北海              | 贵阳、平塘、天峨、巴马、南宁、北海 |
| 11                                                                                                 | 主线                   | 银昆高速               | 银川—昆明              | 银川、惠安堡、彭阳、平凉、华亭、宝鸡、留坝、汉中、巴中、广安、重庆、内江、宜宾、昭通、昆明                                                                                                 |
| | 联络线                 | 昆磨高速               | 昆明—磨憨              | 昆明、元江、思茅、磨憨（口岸） |
| | 联络线                 | 景打高速               | 景洪—打洛              | 景洪、勐海、打洛（口岸） |
| | 联络线                 | 平绵高速               | 平凉—绵阳              | 平凉、华亭、庄浪、天水、成县、武都、九寨沟、平武、绵阳 |
| | 联络线                 | 广泸高速               | 广安—泸州              | 广安、武胜、永川、泸州 |
| 三、横线（18条）                                                                                   |                        |                        |                        | |
| 1                                                                                                  | 主线                   | 绥满高速               | 绥芬河—满洲里          | 绥芬河（口岸）、牡丹江、哈尔滨、大庆、齐齐哈尔、阿荣旗、满洲里（口岸） |
| | 联络线                 | 哈同高速               | 哈尔滨—同江            | 哈尔滨、佳木斯、双鸭山、同江 |
| | 联络线                 | 建黑高速               | 建三江—黑瞎子岛        | 建三江、抚远、黑瞎子岛 |
| | 联络线                 | 海张高速               | 海拉尔—张家口          | 海拉尔、阿尔山、阿力得尔、霍林郭勒、锡林浩特、太仆寺旗、张北、张家口 |
| | 联络线                 | 铁科高速               | 铁力—科右中旗          | 铁力、方正、尚志、榆树、松原、通榆、科尔沁右翼中旗 |
| 2                                                                                                  | 主线                   | 珲乌高速               | 珲春—乌兰浩特          | 珲春（口岸）、敦化、吉林、长春、松原、白城、乌兰浩特 |
| | 联络线                 | 吉黑高速               | 吉林—黑河              | 吉林、舒兰、五常、哈尔滨、黑河（口岸） |
| | 联络线                 | 沈吉高速               | 沈阳—吉林              | 沈阳、抚顺、梅河口、吉林 |
| | 联络线                 | 北漠高速               | 北安—漠河              | 北安、嫩江、加格达奇、塔河、漠河 |
| | 联络线                 | 松长高速               | 松江—长白山            | 松江、长白山 |
| | 联络线                 | 乌阿高速               | 乌兰浩特—阿力得尔      | 乌兰浩特、阿力得尔 |
| | 并行线                 | 延长高速               | 延吉—长春              | 延吉、和龙、桦甸、长春 |
| 3                                                                                                  | 主线                   | 丹锡高速               | 丹东—锡林浩特          | 丹东、海城、盘锦、锦州、朝阳、赤峰、克什克腾旗、锡林浩特 |
| | 联络线                 | 克承高速               | 克什克腾—承德          | 克什克腾、承德 |
| 4                                                                                                  | 主线                   | 荣乌高速               | 荣成—乌海              | 荣成、文登、威海、烟台、东营、黄骅、天津、霸州、涞源、朔州、鄂尔多斯、乌海 |
| | 联络线                 | 黄石高速               | 黄骅—石家庄            | 黄骅、沧州、石家庄 |
| | 联络线                 | 沧榆高速               | 沧州—榆林              | 沧州、河间、保定、阜平、五台、忻州、岢岚、保德、神木、榆林 |
| | 联络线                 | 威青高速               | 威海—青岛              | 威海、文登、海阳、即墨 |
| | 联络线                 | 潍日高速               | 潍坊—日照              | 潍坊、安丘、诸城、日照 |
| | 联络线                 | 乌玛高速               | 乌海—玛沁              | 棋盘井、石嘴山、银川、青铜峡、中卫、景泰、兰州、康家崖、广河、临夏、合作、碌曲、尕海、河南、玛沁                                                                                           |
| | 联络线                 | 乌银高速               | 乌海—银川              | 乌海、阿拉善左旗、银川 |
| | 联络线                 | 滨德高速               | 滨州—德州              | 滨州、无棣、阳信、乐陵、德州 |
| 5                                                                                                  | 主线                   | 青银高速               | 青岛—银川              | 青岛、潍坊、淄博、济南、石家庄、太原、离石、靖边、定边、银川 |
| | 联络线                 | 青新高速               | 青岛—新河              | 青岛、新河 |
| | 联络线                 | 定武高速               | 定边—武威              | 定边、中宁、武威 |
| 6                                                                                                  | 主线                   | 青兰高速               | 青岛—兰州              | 青岛、莱芜、泰安、聊城、邯郸、长治、临汾、富县、庆阳、平凉、定西、兰州 |
| | 联络线                 | 长延高速               | 长治—延安              | 黎城、霍州、永和、延川、延安 |
| 7                                                                                                  | 主线                   | 连霍高速               | 连云港—霍尔果斯        | 连云港、徐州、商丘、开封、郑州、洛阳、西安、宝鸡、天水、兰州、武威、嘉峪关、哈密、吐鲁番、乌鲁木齐、奎屯、霍尔果斯（口岸）                                                                 |
| | 联络线                 | 柳格高速               | 柳园—格尔木            | 柳园、敦煌、格尔木 |
| | 联络线                 | 吐和高速               | 吐鲁番—和田            | 吐鲁番、库尔勒、库车、阿克苏、喀什、和田 |
| | 联络线                 | 阿伊高速               | 吐鲁番—伊尔克什坦      | 吐鲁番、库尔勒、库车、阿克苏、喀什、伊尔克什坦（口岸） |
| | 联络线                 | 奎阿高速               | 奎屯—阿勒泰            | 奎屯、克拉玛依、阿勒泰 |
| | 联络线                 | 奎塔高速               | 奎屯—塔城              | 奎屯、克拉玛依、塔城、巴克图（口岸） |
| | 联络线                 | 清伊高速               | 清水河—伊宁            | 清水河、伊宁 |
| | 联络线                 | 武金高速               | 武威—金昌              | 武威、金昌 |
| | 联络线                 | 精阿高速               | 精河—阿拉山口          | 精河、阿拉山口（口岸） |
| | 联络线                 | 博阿高速               | 博乐—阿拉山口          | 博乐、阿拉山口（口岸） |
| | 并行线                 | 临兴高速               | 临潼—兴平              | 临潼、高陵、泾阳、兴平 |
| 8                                                                                                  | 主线                   | 宁洛高速               | 南京—洛阳              | 南京、蚌埠、阜阳、周口、漯河、平顶山、洛阳 |
| | 联络线                 | 宁信高速               | 南京—信阳              | 南京、来安、滁州、合肥、霍邱、阜南、淮滨、信阳 |
| | 联络线                 | 平宜高速               | 平顶山—宜昌            | 平顶山、方城、南阳、宜昌 |
| | 联络线                 | 洛内高速               | 洛阳—内乡              | 洛阳、嵩县、内乡 |
| | 联络线                 | 洛卢高速               | 洛阳—卢氏              | 洛阳、卢氏 |
| 9                                                                                                  | 主线                   | 沪陕高速               | 上海—西安              | 上海、崇明、南通、扬州、南京、合肥、六安、信阳、南阳、商州、西安 |
| | 联络线                 | 扬溧高速               | 扬州—溧阳              | 扬州、镇江、溧阳 |
| | 联络线                 | 溧宁高速               | 溧阳—宁德              | 溧阳、宁国、绩溪、歙县、建德、龙游、云和、泰顺、福安 |
| | 联络线                 | 扬乐高速               | 扬州—乐清              | 扬州、丹阳、金坛、安吉、临安、桐庐、义乌、磐安、仙居、乐清 |
| 10                                                                                                 | 主线                   | 沪蓉高速               | 上海—成都              | 上海、苏州、无锡、常州、南京、合肥、六安、麻城、武汉、孝感、荆门、宜昌、万州、垫江、广安、南充、遂宁、成都                                                                                 |
| | 联络线                 | 宁芜高速               | 南京—芜湖              | 南京、马鞍山、芜湖 |
| | 联络线                 | 合安高速               | 合肥—安庆              | 合肥、安庆 |
| | 联络线                 | 麻安高速               | 麻城—安康              | 麻城、大悟、随州、宜城、保康、房县、竹溪、平利、安康 |
| | 联络线                 | 蓉遵高速               | 成都—遵义              | 成都、仁寿、自贡、泸州、赤水、习水、仁怀、遵义 |
| | 联络线                 | 蓉丽高速               | 成都—丽江              | 成都、仁寿、沐川、金阳、会东、攀枝花、丽江 |
| | 联络线                 | 蓉昌高速               | 成都—昌都              | 成都、都江堰、汶川、马尔康、炉霍、德格、昌都 |
| | 联络线                 | 雅叶高速               | 雅安—叶城              | 雅安、天全、泸定、康定、理塘、巴塘、芒康、八宿、林芝、拉萨、日喀则、噶尔、叶城 |
| | 联络线                 | 曲乃高速               | 曲水—乃东              | 曲水、乃东 |
| | 并行线                 | 沪武高速               | 上海—武汉              | 上海、常熟、张家港、江阴、常州、溧水、马鞍山、巢湖、安庆、岳西、英山、武汉 |
| | 并行线                 | 和襄高速               | 和县—襄阳              | 和县、含山、巢湖、舒城、霍山、商城、新县、信阳、随县、枣阳、襄阳 |
| | 并行线                 | 武渝高速               | 武汉—重庆              | 武汉、沙洋、宜昌、秭归、巴东、万州、忠县、重庆 |
| | 联络线                 | 宁九高速               | 南京—九江              | 南京、和县、无为、铜陵、枞阳、安庆、望江、彭泽、湖口、九江 |
| 11                                                                                                 | 主线                   | 沪渝高速               | 上海—重庆              | 上海、湖州、宣城、芜湖、铜陵、安庆、黄梅、黄石、武汉、荆州、宜昌、恩施、忠县、垫江、重庆                                                                                                   |
| | 联络线                 | 芜合高速               | 芜湖—合肥              | 芜湖、巢湖、合肥 |
| | 联络线                 | 恩广高速               | 恩施—广元              | 恩施（利川）、万州、开州、达州、巴中、广元 |
| | 联络线                 | 渝蓉高速               | 重庆—成都              | 重庆、大足、安岳、成都 |
| | 联络线                 | 武岳高速               | 武汉—岳阳              | 武汉、洪湖、岳阳 |
| | 联络线                 | 宜华高速               | 宜昌—华容              | 宜昌、宜都、松滋、石首、华容 |
| | 并行线                 | 石渝高速               | 石柱—重庆              | 石柱、丰都、涪陵、重庆 |
| 12                                                                                                 | 主线                   | 杭瑞高速               | 杭州—瑞丽              | 杭州、黄山、景德镇、九江、咸宁、岳阳、常德、吉首、遵义、毕节、六盘水、曲靖、昆明、楚雄、大理、瑞丽（口岸）                                                                                 |
| | 联络线                 | 大丽高速               | 大理—丽江              | 大理、丽江 |
| | 联络线                 | 大临高速               | 大理—临沧              | 大理、云县、临沧 |
| | 联络线                 | 保泸高速               | 保山—泸水              | 保山、泸水 |
| | 联络线                 | 天猴高速               | 天保—猴桥              | 天保（口岸）、文山、蒙自、新平、临沧、云县、保山、腾冲、猴桥（口岸） |
| 13                                                                                                 | 主线                   | 沪昆高速               | 上海—昆明              | 上海、杭州、金华、衢州、上饶、鹰潭、南昌、宜春、长沙、邵阳、怀化、麻江、贵阳、安顺、曲靖、昆明                                                                                             |
| | 联络线                 | 南韶高速               | 南昌—韶关              | 南昌、永丰、兴国、赣州、南雄、韶关 |
| | 并行线                 | 杭长高速               | 杭州—长沙              | 杭州、开化、德兴、余干、南昌、奉新、铜鼓、浏阳、长沙 |
| 14                                                                                                 | 主线                   | 福银高速               | 福州—银川              | 福州、南平、南城、南昌、九江、黄梅、黄石、武汉、孝感、襄阳、十堰、商州、西安、平凉、中宁、银川                                                                                             |
| | 联络线                 | 十天高速               | 十堰—天水              | 十堰、安康、汉中、天水 |
| 15                                                                                                 | 主线                   | 泉南高速               | 泉州—南宁              | 泉州、永安、吉安、衡阳、永州、桂林、柳州、南宁 |
| | 联络线                 | 南友高速               | 南宁—友谊关            | 南宁、友谊关（口岸） |
| | 联络线                 | 柳北高速               | 柳州—北海              | 柳州、武宣、贵港、浦北、北海 |
| 16                                                                                                 | 主线                   | 厦蓉高速               | 厦门—成都              | 厦门、漳州、龙岩、瑞金、赣州、郴州、桂林、都匀、贵阳、毕节、泸州、隆昌、内江、成都 |
| | 联络线                 | 都香高速               | 都匀—香格里拉          | 都匀、惠水、安顺、六盘水、威宁、昭通、金阳、西昌、香格里拉 |
| | 联络线                 | 纳兴高速               | 纳雍—兴义              | 纳雍、六枝、晴隆、兴义 |
| 17                                                                                                 | 主线                   | 汕昆高速               | 汕头—昆明              | 汕头、梅州、韶关、贺州、柳州、河池、兴义、石林、昆明 |
| 18                                                                                                 | 主线                   | 广昆高速               | 广州—昆明              | 广州、肇庆、梧州、玉林、南宁、百色、富宁、开远、石林、昆明 |
| | 联络线                 | 开河高速               | 开远—河口              | 开远、河口（口岸） |
| | 联络线                 | 弥楚高速               | 弥勒—楚雄              | 弥勒、玉溪、楚雄 |
| | 联络线                 | 砚文高速               | 砚山—文山              | 砚山、文山 |
| 四、地区环线（6条）                                                                                |                        |                        |                        | |
| 1                                                                                                  | 主线                   | 辽中环线高速           | 辽中地区环线           | 铁岭、抚顺、本溪、辽阳、辽中、新民、铁岭 |
| | 联络线                 | 本集高速               | 本溪—集安              | 本溪、桓仁、集安 |
| 2                                                                                                  | 主线                   | 杭州湾环线高速         | 杭州湾地区环线         | 上海、杭州、宁波、上海 |
| | 联络线                 | 甬舟高速               | 宁波—舟山              | 宁波、舟山 |
| | 并行线                 | 杭甬高速               | 杭州—宁波              | 杭州、慈溪、宁波 |
| 3                                                                                                  | 主线                   | 成渝环线高速           | 成渝地区环线           | 成都、绵阳、遂宁、重庆、合江、泸州、宜宾、乐山、雅安、成都 |
| 4                                                                                                  | 主线                   | 珠三角环线高速         | 珠江三角洲地区环线     | 深圳、香港（口岸）、澳门（口岸）、珠海、中山、江门、佛山、花都、增城、东莞、深圳 |
| | 联络线                 | 莞佛高速               | 东莞—佛山              | 东莞、虎门、佛山 |
| 5                                                                                                  | 主线                   | 首都环线高速           | 首都地区环线           | 承德、遵化、玉田、蓟州、宝坻、宁河、武清、廊坊、固安、涿州、涿鹿、张家口、崇礼、沽源、丰宁、承德                                                                                           |
| | 联络线                 | 涞涞高速               | 涞水—涞源              | 涞水、涞源 |
| 6                                                                                                  | 主线                   | 海南环线高速           | 海南地区环线           | 海口、琼海、三亚、东方、海口 |
| | 联络线                 | 海乐高速               | 海口—乐东              | 海口、五指山、乐东 |
| | 联络线                 | 海琼高速               | 海口—琼海              | 海口、文昌、琼海 |
| | 联络线                 | 万洋高速               | 万宁—洋浦              | 万宁、琼中、儋州、洋浦 |
| 五、都市圈环线（12条）                                                                             |                        |                        |                        | |
| 1                                                                                                  | 主线                   | 哈尔滨都市圈环线       | 哈尔滨都市圈环线       | 双城、松北、呼兰、阿城、双城 |
| 2                                                                                                  | 主线                   | 长春都市圈环线         | 长春都市圈环线         | 德惠、九台、双阳、伊通、公主岭、农安、德惠 |
| 3                                                                                                  | 主线                   | 杭州都市圈环线         | 杭州都市圈环线         | 德清、桐乡、海宁、绍兴、诸暨、富阳、德清 |
| 4                                                                                                  | 主线                   | 南京都市圈环线         | 南京都市圈环线         | 来安、天长、仪征、句容、南京、全椒、滁州、来安 |
| 5                                                                                                  | 主线                   | 郑州都市圈环线         | 郑州都市圈环线         | 荥阳、中牟、尉氏、新郑、新密、荥阳 |
| 6                                                                                                  | 主线                   | 武汉都市圈环线         | 武汉都市圈环线         | 华容、梁子湖、汉南、汉川、孝感、新洲、华容 |
| 7                                                                                                  | 主线                   | 长株潭都市圈环线       | 长株潭都市圈环线       | 宁乡、浏阳、醴陵、湘乡、韶山、宁乡 |
| 8                                                                                                  | 主线                   | 西安都市圈环线         | 西安都市圈环线         | 蓝田、鄠邑、周至、武功、乾县、富平、渭南、蓝田 |
| 9                                                                                                  | 主线                   | 重庆都市圈环线         | 重庆都市圈环线         | 永川、铜梁、合川、长寿、涪陵、南川、綦江、永川 |
| 10                                                                                                 | 主线                   | 成都都市圈环线         | 成都都市圈环线         | 都江堰、什邡、德阳、中江、彭山、蒲江、都江堰 |
| 11                                                                                                 | 主线                   | 济南都市圈环线         | 济南都市圈环线         | 长清、齐河、禹城、临邑、济阳、章丘、长清 |
| 12                                                                                                 | 主线                   | 合肥都市圈环线         | 合肥都市圈环线         | 肥东、巢湖、肥西、肥东 |
| 六、城市环线（30条）                                                                               |                        |                        |                        | |
| 1                                                                                                  | —                      | 长沙绕城高速           | 长沙绕城               | 长沙 |
| 2                                                                                                  | —                      | 西宁绕城高速           | 西宁绕城               | 西宁 |
| 3                                                                                                  | —                      | 哈尔滨绕城高速         | 哈尔滨绕城             | 哈尔滨 |
| 4                                                                                                  | —                      | 沈阳绕城高速           | 沈阳绕城               | 沈阳 |
| 5                                                                                                  | —                      | 上海绕城高速           | 上海绕城               | 上海 |
| 6                                                                                                  | —                      | 宁波绕城高速           | 宁波绕城               | 宁波 |
| 7                                                                                                  | —                      | 福州绕城高速           | 福州绕城               | 福州 |
| 8                                                                                                  | —                      | 广州绕城高速           | 广州绕城               | 广州 |
| 9                                                                                                  | —                      | 济南绕城高速           | 济南绕城               | 济南 |
| 10                                                                                                 | —                      | 石家庄绕城高速         | 石家庄绕城             | 石家庄 |
| 11                                                                                                 | —                      | 太原绕城高速           | 太原绕城               | 太原 |
| 12                                                                                                 | —                      | 银川绕城高速           | 银川绕城               | 银川 |
| 13                                                                                                 | —                      | 兰州绕城高速           | 兰州绕城               | 兰州 |
| 14                                                                                                 | —                      | 长春绕城高速           | 长春绕城               | 长春 |
| 15                                                                                                 | —                      | 天津绕城高速           | 天津绕城               | 天津 |
| 16                                                                                                 | —                      | 南京绕城高速           | 南京绕城               | 南京 |
| 17                                                                                                 | —                      | 杭州绕城高速           | 杭州绕城               | 杭州 |
| 18                                                                                                 | —                      | 郑州绕城高速           | 郑州绕城               | 郑州 |
| 19                                                                                                 | —                      | 西安绕城高速           | 西安绕城               | 西安 |
| 20                                                                                                 | —                      | 乌鲁木齐绕城高速       | 乌鲁木齐绕城           | 乌鲁木齐 |
| 21                                                                                                 | —                      | 合肥绕城高速           | 合肥绕城               | 合肥 |
| 22                                                                                                 | —                      | 武汉绕城高速           | 武汉绕城               | 武汉 |
| 23                                                                                                 | —                      | 成都绕城高速           | 成都绕城               | 成都 |
| 24                                                                                                 | —                      | 北京绕城高速           | 北京绕城               | 北京 |
| 25                                                                                                 | —                      | 重庆绕城高速           | 重庆绕城               | 重庆 |
| 26                                                                                                 | —                      | 昆明绕城高速           | 昆明绕城               | 昆明 |
| 27                                                                                                 | —                      | 呼和浩特绕城高速       | 呼和浩特绕城           | 呼和浩特 |
| 28                                                                                                 | —                      | 南昌绕城高速           | 南昌绕城               | 南昌 |
| 29                                                                                                 | —                      | 贵阳绕城高速           | 贵阳绕城               | 贵阳 |
| 30                                                                                                 | —                      | 南宁绕城高速           | 南宁绕城               | 南宁 |

## 省级高速公路
省级高速公路的命名和编号规则与国家高速公路基本一致，省级与国家高速公路全称及简称不应重复。如出现重复，采用起讫点地名的第二或第三位汉字替换等方式加以区别。
- 主线编号为SX(X),由省道标识符“S”加一到两位数字编号组配表示：
  - 省会放射线编号为SX，由省道标识符“S”加一位数字编号组配表示；
  - 南北纵线编号为SXX，由省道标识符“S”加两位数字编号组配表示；
  - 东西横线编号为SXX，由省道标识符“S”加两位数字编号组配表示；

- 联络线编号为SXX，由省道标识符“S”加两位数字编号组配表示；

- 城市绕城环线编号为SXX，由省道标识符“S”加两位数字编号组配表示；
- 省级高速公路编号应尽可能避免与省级区域内国家高速公路数字编号重复；
- 相邻省级区域连接贯通的省级高速公路统一其编号：
  - 跨省的省级高速公路为南北纵线时，应以北侧省（自治区、直辖市）的路线编号为准；
  - 跨省的省级高速公路为东西横线时，应以东侧省（自治区、直辖市）的路线编号为准；

- 京津冀跨省市省级高速公路的编号为S3XXX，由省道标识符“S”加四位数字编号组配表示：
  - 放射线：由正北开始按顺时针方向升序编排，尾号为“1”；
  - 北南纵线：由东向西按升序编排，尾号为“5”；
  - 东西横线：由北向南按升序编排，尾号为“0”。

各省级政区省级高速公路具体命名与编号：
- 北京市
- 天津市
- 河北省
- 山西省
- 内蒙古自治区
- 辽宁省
- 吉林省
- 黑龙江省
- 上海市
- 江苏省
- 浙江省
- 安徽省
- 福建省
- 江西省
- 山东省
- 河南省
- 湖北省
- 湖南省
- 广东省
- 海南省
- 广西壮族自治区
- 重庆市
- 四川省
- 贵州省
- 云南省
- 西藏自治区
- 陕西省
- 甘肃省
- 青海省
- 宁夏回族自治区
- 新疆维吾尔自治区

## 国道
普通国道的路线编号，由国道标识符“G”和三位数字编号组配表示，以全国为范围编制系列顺序号。
- 首都放射线以北京为起点，路线另一端为讫点，依起讫点地名命名为“北京—XX公路”，简称“京X线”（地名简称为其首位字或法定简称，下同）；编号为G1XX，数字区间为101—199，从G101开始升序编号；北京绕城环线G112纳入放射线的编号区间；
- 南北纵线以路线北端为起点，南端为讫点，依起讫点地名命名为“XX—XX公路”，简称“XX线”；编号为G2XX，数字区间为201—299，从G201开始总体上由东向西升序编号；
- 东西横线以路线东端为起点，西端为讫点，依起讫点地名命名为“XX—XX公路”，简称“XX线”；编号为G3XX，数字区间为301—399，从G301开始总体上由南向北升序编号；
- 联络线依路线起讫点地名命名为“XX—XX公路”，简称“XX线”；编号为G5XX，数字区间为501一599，从G501开始总体上由南向北升序编号，起点位于同一纬度附近的线路由东向西升序编号[4][5]；
- 纳入普通国道的地区环线或城市绕城环线编号，可纳入首都放射线的编号区间。

### 国道列表
| 序号               | 编号               | 路线起讫点          | 主要控制点 |
| 一、放射线（12条） | 一、放射线（12条） | 一、放射线（12条）  | 一、放射线（12条） |
| ------------------ | ------------------ | ------------------- | --- |
| 1                  | G101               | 北京—沈阳           | 北京、顺义、怀柔、密云、承德、平泉、凌源、建平、朝阳、北票、阜新、彰武、沈阳 |
| 2                  | G102               | 北京—抚远           | 北京、通州、三河、玉田、丰润、卢龙、抚宁、秦皇岛、绥中、兴城、葫芦岛、锦州、凌海、盘山、台安、辽中、沈阳、铁岭、开原、昌图、四平、公主岭、长春、德惠、扶余、双城、哈尔滨、巴彦、木兰、通河、汤原、佳木斯、桦川、富锦、抚远、黑瞎子岛 |
| 3                  | G103               | 北京—滨海新区       | 北京、天津、塘沽、滨海新区 |
| 4                  | G104               | 北京—平潭           | 北京、廊坊、天津、青县、沧州、宁津、临邑、济南、泰安、曲阜、邹城、滕州、微山、徐州、睢宁、泗县、五河、明光、滁州、南京、句容、溧阳、宜兴、长兴、湖州、德清、杭州、绍兴、上虞、嵊州、新昌、天台、临海、台州、乐清、温州、瑞安、平阳、苍南、福鼎、柘荣、福安、宁德、罗源、连江、福州、福清、平潭 |
| 5                  | G105               | 北京—澳门           | 北京、永清、文安、大城、泊头、东光、吴桥、德州、高唐、茌平、东阿、平阴、汶上、济宁、金乡、单县、商丘、亳州、太和、阜阳、六安、霍山、岳西、潜山、太湖、宿松、黄梅、九江、德安、南昌、丰城、樟树、新干、吉水、吉安、泰和、遂川、赣州、南康、信丰、龙南、连平、新丰、从化、广州、中山、珠海、澳门 |
| 6                  | G106               | 北京—广州           | 北京、大兴、固安、霸州、任丘、河间、献县、武邑、衡水、冀州、南宫、威县、馆陶、大名、南乐、清丰、濮阳、东明、兰考、杞县、太康、淮阳、项城、新蔡、潢川、麻城、团风、黄冈、鄂州、大冶、通山、崇阳、通城、平江、浏阳、醴陵、攸县、茶陵、炎陵、桂东、汝城、仁化、佛冈、广州 |
| 7                  | G107               | 北京—香港           | 北京、房山、涿州、高碑店、定兴、徐水、保定、望都、定州、新乐、正定、石家庄、元氏、高邑、内丘、邢台、沙河、永年、邯郸、磁县、安阳、汤阴、鹤壁、淇县、卫辉、新乡、郑州、新郑、长葛、许昌、临颍、漯河、西平、遂平、驻马店、确山、信阳、孝昌、孝感、武汉、咸宁、赤壁、临湘、岳阳、长沙、湘潭、衡山、衡阳、耒阳、郴州、宜章、连州、阳山、清远、广州、东莞、深圳、香港                                                                                             |
| 8                  | G108               | 北京—昆明           | 北京、涞源、繁峙、代县、原平、忻州、阳曲、太原、太谷、祁县、平遥、介休、灵石、霍州、洪洞、临汾、襄汾、曲沃、侯马、新绛、稷山、河津、韩城、合阳、蒲城、富平、三原、礼泉、武功、周至、佛坪、洋县、城固、汉中、勉县、宁强、广元、剑阁、梓潼、绵阳、罗江、德阳、广汉、成都、蒲江、名山、雅安、荥经、汉源、石棉、冕宁、西昌、德昌、会理、永仁、元谋、武定、禄劝、富民、昆明                                                                                       |
| 9                  | G109               | 北京—拉萨           | 北京、门头沟、阳原、大同、左云、右玉、清水河、准格尔旗、鄂尔多斯、杭锦旗、平罗、贺兰、银川、永宁、青铜峡、中宁、白银、皋兰、兰州、民和、乐都、平安、西宁、湟源、都兰、格尔木、安多、那曲、当雄、拉萨 |
| 10                 | G110               | 北京—青铜峡         | 北京、昌平、延庆、怀来、宣化、张家口、万全、怀安、兴和、乌兰察布、卓资、呼和浩特、土默特左旗、土默特右旗、包头、乌拉特前旗、五原、巴彦淖尔、磴口、乌海、石嘴山、银川、青铜峡 |
| 11                 | G111               | 北京—漠河           | 北京、大柳树环岛、四海、琉璃庙、丰宁、围场、赤峰、敖汉旗、奈曼旗、通辽、科尔沁右翼中旗、突泉、科尔沁右翼前旗、乌兰浩特、扎兰屯、阿荣旗、莫力达瓦旗、加格达奇、塔河、漠河（口岸） |
| 12                 | G112               | 北京环线            | 霸州、高碑店、涞水、易县、涞源、宣化、赤城、丰宁、滦平、兴隆、遵化、唐山、宁河、天津、霸州 |
| 二、纵线（47条）   |                    |                     | |
| 1                  | G201               | 鹤岗—大连           | 鹤岗、佳木斯、桦南、七台河、林口、牡丹江、宁安、敦化、抚松、白山、通化、桓仁、宽甸、丹东、东港、庄河、大连 |
| 2                  | G202               | 黑河—大连           | 黑河、孙吴、北安、克东、拜泉、明水、青冈、兰西、哈尔滨、榆树、吉林、永吉、磐石、梅河口、清原、抚顺、沈阳、灯塔、辽阳、鞍山、海城、大石桥、盖州、普兰店、大连 |
| 3                  | G203               | 绥化—沈阳           | 绥化、望奎、青冈、安达、肇州、肇源、松原、长岭、康平、法库、沈阳 |
| 4                  | G204               | 烟台—上海           | 烟台、莱阳、莱西、即墨、胶州、胶南、日照、赣榆、连云港、灌云、响水、滨海、阜宁、盐城、东台、海安、如皋、南通、张家港、常熟、太仓、上海 |
| 5                  | G205               | 山海关—深圳         | 秦皇岛（山海关）、昌黎、滦县、唐山、宁河、天津、黄骅、盐山、庆云、无棣、滨州、博兴、桓台、淄博、莱芜、新泰、蒙阴、临沂、郯城、新沂、沭阳、淮安、洪泽、南京、马鞍山、当涂、芜湖、南陵、泾县、黄山、开化、常山、浦城、建瓯、南平、沙县、三明、永安、上杭、蕉岭、梅州、梅县、兴宁、龙川、东源、河源、惠州、深圳 |
| 6                  | G206               | 威海—汕头           | 威海、文登、栖霞、招远、莱州、昌邑、潍坊、安丘、诸城、莒县、临沂、苍山、徐州、宿州、怀远、淮南、合肥、肥西、舒城、桐城、怀宁、安庆、东至、景德镇、乐平、鹰潭、金溪、南城、南丰、广昌、石城、瑞金、会昌、寻乌、平远、梅州、丰顺、揭阳、揭东、汕头 |
| 7                  | G207               | 乌兰浩特—海安       | 乌兰浩特、霍林郭勒、西乌珠穆沁旗、锡林浩特、太仆寺旗、张北、万全、涞源、阜平、阳泉、平定、昔阳、和顺、左权、黎城、潞城、长治、壶关、陵川、焦作、博爱、温县、巩义、汝州、南召、镇平、邓州、襄阳、宜城、荆门、荆州、公安、澧县、临澧、常德、涟源、新邵、邵阳、东安、永州、双牌、道县、江华、贺州、梧州、苍梧、岑溪、信宜、高州、化州、遂溪、雷州、徐闻、海安                                                                                                   |
| 8                  | G208               | 二连浩特—浙川       | 二连浩特、苏尼特右旗、察哈尔右翼后旗、乌兰察布、察哈尔右翼前旗、丰镇、大同、怀仁、山阴、原平、忻州、阳曲、太原、沁县、襄垣、长治、高平、泽州、晋城、济源、洛阳、伊川、嵩县、西峡、浙川（G209） |
| 9                  | G209               | 苏尼特左旗—北海     | 苏尼特左旗、苏尼特右旗、四子王旗、武川、呼和浩特、和林格尔、清水河、偏关、五寨、岢岚、岚县、方山、吕梁、中阳、交口、隰县、大宁、吉县、乡宁、河津、临猗、运城、平陆、三门峡、灵宝、卢氏、郧县、十堰、房县、兴山、巴东、建始、恩施、宣恩、来凤、龙山、永顺、保靖、花垣、吉首、凤凰、麻阳、怀化、中方、洪江、会同、靖州、通道、三江、融安、柳州、武宣、横县、灵山、合浦、北海                                                                                   |
| 10                 | G210               | 满都拉—防城港       | 满都拉（口岸）、固阳、包头、达拉特旗、鄂尔多斯、伊金霍洛旗、榆林、横山、子长、安塞、延安、甘泉、富县、洛川、黄陵、宜君、铜川、高陵、西安、宁陕、石泉、西乡、镇巴、万源、达州、大竹、邻水、重庆、巴南、綦江、桐梓、遵义、息烽、修文、贵阳、龙里、贵定、福泉、麻江、都匀、独山、南丹、都安、马山、武鸣、南宁、上思、防城港 |
| 11                 | G211               | 银川—榕江           | 银川、永宁、灵武、环县、庆城、合水、宁县、旬邑、淳化、泾阳、咸阳、户县、柞水、镇安、安康、岚皋、城口、开县、万州、石柱、彭水、沿河、印江、思南、石阡、镇远、台江、榕江 |
| 12                 | G212               | 兰州—龙邦           | 兰州、临洮、岷县、宕昌、陇南、文县、广元、苍溪、阆中、南部、西充、南充、合川、北碚、巴南、江津、习水、仁怀、金沙、黔西、修文、贵阳、惠水、罗甸、乐业、凌云、百色、德保、靖西、龙邦（口岸） |
| 13                 | G213               | 策克—磨憨           | 策克（口岸）、额济纳旗、金塔、酒泉、肃南、祁连、海晏、湟源、西宁、平安、化隆、尖扎、同仁、泽库、河南、若尔盖、松潘、茂县、汶川、都江堰、郫县、成都、仁寿、井研、犍为、沐川、绥江、永善、大关、昭通、会泽、寻甸、嵩明、昆明、晋宁、玉溪、峨山、元江、墨江、宁洱、普洱、勐腊、磨憨（口岸） |
| 14                 | G214               | 西宁—澜沧           | 西宁、湟源、共和、玛多、玉树、囊谦、类乌齐、昌都、左贡、芒康、德钦、香格里拉、剑川、洱源、大理、弥渡、南涧、云县、临沧、双江、澜沧 |
| 15                 | G215               | 马鬃山—宁洱         | 马鬃山（口岸）、瓜州、敦煌、阿克塞、冷湖、格尔木、曲麻莱、治多、玉树、德格、白玉、巴塘、得荣、维西、兰坪、云龙、大理、巍山、南涧、景东、镇沅、景谷、宁洱 |
| 16                 | G216               | 红山嘴—吉隆         | 红山嘴（口岸）、阿勒泰、阜康、乌鲁木齐、巴仑台、库尔勒、轮台、民丰、改则、措勤、萨嘎、吉隆（口岸） |
| 17                 | G217               | 阿勒泰—塔什库尔干   | 阿勒泰、布尔津、克拉玛依、奎屯、库车、沙雅、阿拉尔、阿瓦提、图木舒克、巴楚、麦盖提、莎车、塔什库尔干 |
| 18                 | G218               | 霍尔果斯—若羌       | 霍尔果斯（口岸）、伊宁、巴仑台、库尔勒、尉犁、若羌 |
| 19                 | G219               | 喀纳斯—东兴         | 喀纳斯、哈巴河、吉木乃、和布克赛尔、裕民、博乐、温泉、昭苏、温宿、乌什、阿合奇、伽师、岳普湖、英吉沙、莎车、泽普、叶城、日土、噶尔、仲巴、萨嘎、吉隆、定日、定结、岗巴、洛扎、措美、隆子、米林、墨脱、察隅、贡山、福贡、泸水、腾冲、龙陵、永德、镇康、沧源、西盟、孟连、澜沧、勐海、景洪、江城、绿春、金平、屏边、马关、西畴、凭祥、东兴 |
| 20                 | G220               | 东营—深圳           | 东营、利津、滨州、济阳、济南、平阴、梁山、郓城、菏泽、定陶、曹县、宁陵、柘城、鹿邑、郸城、沈丘、临泉、淮滨、商城、罗田、浠水、蕲春、武穴、瑞昌、武宁、修水、铜鼓、万载、宜春、分宜、安福、永新、井冈山、崇义、大余、南雄、始兴、翁源、新丰、龙门、深圳 |
| 21                 | G221               | 同江—哈尔滨         | 同江、富锦、友谊、集贤、桦川、佳木斯、依兰、方正、宾县、哈尔滨 |
| 22                 | G222               | 嘉荫—临江           | 嘉荫（口岸）、伊春、铁力、庆安、绥化、哈尔滨、五常、舒兰、蛟河、靖宇、临江 |
| 23                 | G223               | 海口—榆林（东）     | 海口、琼海、万宁、陵水、三亚 |
| 24                 | G224               | 海口—榆林（中）     | 海口、屯昌、琼中、五指山、三亚 |
| 25                 | G225               | 海口—榆林（西）     | 海口、澄迈、儋州、昌江、东方、三亚 |
| 26                 | G227               | 张掖—孟连           | 张掖、民乐、大通、西宁、湟中、贵德、玛沁、甘德、达日、班玛、壤塘、炉霍、甘孜、新龙、理塘、稻城、木里、盐源、米易、盐边、攀枝花、永仁、大姚、姚安、牟定、楚雄、双柏、墨江、江城、普洱、澜沧、孟连（口岸） |
| 27                 | G228               | 丹东—东兴           | 丹东、东港、庄河、大连、营口、葫芦岛、秦皇岛、乐亭、唐海、滨海新区、黄骅港、滨州港、东营港、莱州、龙口、蓬莱、烟台、威海、荣成、文登、乳山、海阳、即墨、胶州、胶南、日照、赣榆、连云、射阳港、大丰港、如东、海门、崇明、宝山、金山、平湖、海盐、慈溪、宁波、奉化、宁海、台州、温岭、玉环、乐清、霞浦、宁德、长乐、福清、泉州、厦门、云霄、诏安、饶平、汕头、陆丰、海丰、惠东、深圳、中山、珠海、台山、阳江、阳西、电白、吴川、湛江、遂溪、北海、防城港、东兴 |
| 28                 | G229               | 饶河—盖州           | 饶河、宝清、七台河、依兰、方正、延寿、尚志、五常、舒兰、九台、长春、伊通、辽源、西丰、清原、新宾、凤城、岫岩、盖州 |
| 29                 | G230               | 通化—武汉           | 通化、新宾、沈阳、新民、黑山、北镇、义县、建昌、青龙、迁西、遵化、平谷、三河、大厂、容城、安新、高阳、蠡县、博野、安国、深泽、辛集、新河、巨鹿、平乡、曲周、广平、魏县、内黄、浚县、滑县、延津、中牟、尉氏、鄢陵、西华、周口、商水、上蔡、汝南、正阳、息县、光山、新县、红安、武汉 |
| 30                 | G231               | 嫩江—双辽           | 嫩江、讷河、富裕、齐齐哈尔、泰来、镇赉、白城、洮南、通榆、双辽 |
| 31                 | G232               | 牙克石—四平         | 牙克石（博克图）、扎兰屯、碾子山、龙江、杜尔伯特、大安、乾安、长岭、梨树、四平 |
| 32                 | G233               | 克什克腾—黄山       | 克什克腾、围场、隆化、承德、兴隆、蓟县、宝坻、天津、黄骅、盐山、庆云、惠民、高青、淄博、青州、临朐、沂水、沂南、临沂、临沭、连云港、灌云、灌南、涟水、淮安、宝应、高邮、扬州、镇江、丹阳、金坛、溧阳、广德、宁国、绩溪、歙县、黄山 |
| 33                 | G234               | 兴隆—阳江           | 兴隆、密云、怀柔、昌平、易县、满城、顺平、唐县、曲阳、行唐、灵寿、鹿泉、赞皇、涉县、林州、辉县、获嘉、修武、武陟、荥阳、新密、禹州、襄城、平顶山、叶县、方城、社旗、唐河、枣阳、钟祥、沙洋、石首、南县、沅江、益阳、桃江、娄底、祁东、常宁、新田、临武、连州、连南、连山、怀集、德庆、罗定、阳春、阳江 |
| 34                 | G235               | 新沂—海丰           | 新沂、宿迁、泗洪、盱眙、南京、溧水、高淳、郎溪、广德、安吉、杭州、诸暨、义乌、金华、武义、松阳、云和、景宁、泰顺、寿宁、屏南、古田、尤溪、大田、漳平、龙岩、大埔、丰顺、揭西、陆河、海丰 |
| 35                 | G236               | 芜湖—汕尾           | 芜湖、繁昌、铜陵、池州、安庆、东至、鄱阳、余干、东乡、抚州、崇仁、宜黄、宁都、瑞金、会昌、寻乌、龙川、紫金、海丰、汕尾（遮浪） |
| 36                 | G237               | 济宁—宁德           | 济宁、鱼台、丰县、砀山、淮北、濉溪、蒙城、凤台、六安、舒城、桐城、枞阳、石台、祁门、休宁、婺源、德兴、上饶、铅山、武夷山、建阳、建瓯、屏南、宁德 |
| 37                 | G238               | 南昌—惠来           | 南昌、丰城、乐安、兴国、安远、定南、和平、五华、揭西、普宁、惠来 |
| 38                 | G239               | 正蓝旗—阳泉         | 正蓝旗（桑根达来）、沽源、赤城、怀来、涿鹿、蔚县、广灵、浑源、盂县、阳泉 |
| 39                 | G240               | 保定—台山           | 保定、清苑、蠡县、饶阳、衡水、冀州、枣强、故城、武城、夏津、聊城、莘县、范县、鄄城、菏泽、兰考、尉氏、许昌、舞钢、泌阳、桐柏、随州、京山、天门、潜江、监利、岳阳、汨罗、湘阴、望城、宁乡、韶山、湘乡、衡山、衡东、安仁、资兴、郴州、宜章、乳源、英德、鹤山、江门、台山 |
| 40                 | G241               | 呼和浩特—北海       | 呼和浩特（和林格尔）、右玉、朔州、宁武、静乐、古交、文水、平遥、沁源、安泽、浮山、翼城、绛县、垣曲、渑池、洛宁、栾川、内乡、丹江口、保康、宜昌、长阳、宜都、张家界、沅陵、溆浦、洞口、武冈、新宁、资源、灌阳、恭城、昭平、容县、北流、玉林、博白、北海 |
| 41                 | G242               | 甘其毛都—钦州       | 甘其毛都（口岸）、巴彦淖尔、鄂托克旗、乌审旗、榆林、米脂、绥德、清涧、延川、延长、宜川、黄龙、澄城、大荔、洛南、商洛、山阳、郧西、竹山、巫溪、奉节、恩施、宣恩、来凤、龙山、永顺、保靖、花垣、松桃、铜仁、新晃、天柱、锦屏、黎平、罗城、宜州、忻城、宾阳、钦州（钦州港） |
| 42                 | G243               | 开县—凭祥           | 开县、梁平、垫江、长寿、南川、道真、正安、湄潭、余庆、黄平、凯里、雷山、丹寨、三都、荔波、南丹、天峨、凤山、巴马、田东、天等、大新、龙州、凭祥 |
| 43                 | G244               | 乌海—江津           | 乌海（G109）、陶乐、定边、吴起、华池、庆城、庆阳、灵台、凤翔、太白、留坝、汉中、南郑、南江、巴中、蓬安、岳池、华蓥、璧山、江津 |
| 44                 | G245               | 巴中—金平           | 巴中、南部、盐亭、三台、中江、金堂、新都、成都、新津、彭山、眉山、青神、夹江、峨眉山、峨边、金口河、甘洛、越西、昭觉、西昌、德昌、会理、禄劝、富民、昆明、呈贡、澄江、江川、通海、建水、元阳、金平（老勐） |
| 45                 | G246               | 遂宁—麻栗坡         | 遂宁、潼南、大足、泸州、江安、长宁、珙县、高县、筠连、镇雄、毕节、纳雍、水城、六盘水、兴义、西林、广南、西畴、麻栗坡 |
| 46                 | G247               | 景泰—昭通           | 景泰、靖远、会宁、通渭、秦安、天水、礼县、陇南、文县、九寨沟、平武、江油、安县、绵阳、三台、射洪、遂宁、安岳、资中、威远、宜宾、水富、盐津、大关、昭通 |
| 47                 | G248               | 兰州—马关           | 兰州、广河、康乐、卓尼、临潭、迭部、若尔盖、红原、马尔康、金川、丹巴、九龙、冕宁、西昌、普格、宁南、巧家、东川、寻甸、嵩明、马龙、曲靖、陆良、泸西、丘北、砚山、文山、马关 |
| 三、横线（60条）   |                    |                     | |
| 1                  | G301               | 绥芬河—满洲里       | 绥芬河、牡丹江、海林、尚志、哈尔滨、肇东、安达、大庆、林甸、齐齐哈尔、甘南、阿荣旗、牙克石、海拉尔、陈巴尔虎旗、满洲里（口岸） |
| 2                  | G302               | 珲春—阿尔山         | 珲春（防川）、图们、延吉、安图、敦化、蛟河、吉林、长春、农安、松原、大安、白城、科尔沁右翼前旗、阿尔山 |
| 3                  | G303               | 集安—阿巴嘎旗       | 集安、通化、柳河、梅河口、东丰、辽源、东辽、四平、双辽、通辽、开鲁、阿鲁科尔沁旗、巴林左旗、巴林右旗、克什克腾旗、锡林浩特、阿巴嘎旗 |
| 4                  | G304               | 丹东—霍林河         | 丹东、凤城、本溪、沈阳、新民、彰武、科尔沁左翼后旗、通辽、扎鲁特旗、霍林郭勒 |
| 5                  | G305               | 庄河—西乌珠穆沁旗   | 庄河、盖州、营口、大洼、盘锦、盘山、义县、北票、敖汉旗、巴林左旗、巴彦花 |
| 6                  | G306               | 绥中—珠恩嘎达布其   | 绥中（绥中港）、建昌、凌源、宁城、喀喇沁旗、赤峰、翁牛特旗、林西、西乌珠穆沁旗、东乌珠穆沁旗、珠恩嘎达布其（口岸） |
| 7                  | G307               | 黄骅—山丹           | 黄骅（黄骅港）、沧州、武强、深州、晋州、藁城、石家庄、鹿泉、井陉、平定、阳泉、寿阳、太原、清徐、交城、文水、汾阳、吕梁、柳林、吴堡、绥德、子洲、靖边、定边、盐池、银川、阿拉善左旗、阿拉善右旗、山丹 |
| 8                  | G308               | 文登—石家庄         | 文登、莱阳、平度、潍坊、寿光、桓台、邹平、济南、齐河、高唐、夏津、清河、南宫、新河、宁晋、赵县、栾城、石家庄 |
| 9                  | G309               | 青岛—兰州           | 青岛、即墨、高密、潍坊、昌乐、青州、淄博、章丘、济南、茌平、聊城、冠县、馆陶、肥乡、邯郸、武安、涉县、黎城、潞城、屯留、安泽、临汾、吉县、宜川、富县、固原、西吉、兰州 |
| 10                 | G310               | 连云港—共和         | 连云港、徐州、砀山、商丘、民权、兰考、开封、中牟、郑州、荥阳、巩义、偃师、洛阳、新安、义马、渑池、三门峡、灵宝、潼关、华阴、华县、渭南、西安、周至、眉县、宝鸡、天水、甘谷、武山、陇西、渭源、康乐、和政、临夏、积石山、循化、尖扎、贵德、共和 |
| 11                 | G311               | 连云港—栾川         | 连云港（连云）、东海、新沂、邳州、徐州、萧县、永城、亳州、鹿邑、太康、扶沟、鄢陵、许昌、襄城、宝丰、鲁山、栾川 |
| 12                 | G312               | 上海—霍尔果斯       | 上海、昆山、苏州、无锡、常州、丹阳、南京、全椒、肥东、合肥、六安、固始、潢川、罗山、信阳、桐柏、唐河、南阳、镇平、内乡、西峡、商南、丹凤、商洛、蓝田、西安、咸阳、礼泉、乾县、永寿、彬县、长武、泾川、崇信、平凉、隆德、静宁、会宁、定西、榆中、兰州、永登、天祝、古浪、武威、金昌、山丹、张掖、临泽、高台、酒泉、嘉峪关、玉门、瓜州、哈密、鄯善、吐鲁番、乌鲁木齐、昌吉、呼图壁、石河子、沙湾、奎屯、乌苏、精河、霍尔果斯（口岸）                           |
| 13                 | G314               | 乌鲁木齐—红其拉甫   | 乌鲁木齐、托克逊、和硕、焉耆、库尔勒、轮台、库车、新和、阿克苏、阿图什、喀什、塔什库尔干、红其拉甫（口岸） |
| 14                 | G315               | 西宁—吐尔尕特       | 西宁、湟源、海晏、刚察、天峻、乌兰、德令哈、若羌、且末、民丰、于田、策勒、洛浦、和田、墨玉、皮山、叶城、泽普、莎车、英吉沙、阿克陶、疏勒、喀什、吐尔尕特（口岸） |
| 15                 | G316               | 长乐—同仁           | 长乐（漳港）、福州、闽侯、闽清、南平、顺昌、邵武、光泽、资溪、金溪、抚州、南昌、永修、梁子湖、鄂州、武汉、孝感、云梦、安陆、随州、枣阳、襄阳、谷城、老河口、十堰、白河、旬阳、安康、汉阴、石泉、西乡、城固、汉中、留坝、凤县、两当、徽县、礼县、岷县、卓尼、临潭、合作、夏河、同仁 |
| 16                 | G317               | 成都—噶尔           | 成都、郫县、都江堰、汶川、理县、马尔康、炉霍、甘孜、德格、江达、昌都、类乌齐、丁青、巴青、索县、那曲、班戈、尼玛、改则、革吉、噶尔 |
| 17                 | G318               | 上海—聂拉木         | 上海、青浦、湖州、长兴、广德、宣城、南陵、青阳、池州、安庆、潜山、岳西、英山、罗田、武汉、仙桃、潜江、荆州、枝江、宜昌、利川、万州、梁平、大竹、渠县、南充、蓬溪、遂宁、安居、乐至、简阳、成都、崇州、大邑、邛崃、名山、雅安、天全、泸定、康定、雅江、理塘、巴塘、芒康、左贡、八宿、波密、林芝、工布江达、墨竹工卡、达孜、拉萨、曲水、日喀则、拉孜、定日、聂拉木、樟木（口岸）                                                                               |
| 18                 | G319               | 高雄—成都           | 厦门、漳州、龙岩、长汀、瑞金、宁都、兴国、泰和、永新、莲花、萍乡、上栗、浏阳、长沙、宁乡、益阳、常德、桃源、沅陵、泸溪、吉首、花垣、秀山、酉阳、黔江、彭水、武隆、涪陵、长寿、渝北、重庆、璧山、铜梁、安岳、乐至、简阳、成都 因兩岸問題，目前高雄-廈門段僅停留在規畫階段 |
| 19                 | G320               | 上海—瑞丽           | 上海、嘉善、嘉兴、桐乡、杭州、富阳、桐庐、建德、龙游、衢州、常山、玉山、上饶、横峰、弋阳、贵溪、鹰潭、余江、东乡、进贤、南昌、新建、高安、上高、万载、宜春、芦溪、萍乡、醴陵、株洲、湘潭、湘乡、双峰、邵东、邵阳、隆回、洞口、中方、怀化、芷江、新晃、玉屏、三穗、剑河、台江、凯里、麻江、贵定、龙里、贵阳、清镇、平坝、安顺、镇宁、关岭、晴隆、普安、盘县、富源、沾益、曲靖、马龙、嵩明、昆明、安宁、楚雄、南华、祥云、大理、永平、保山、龙陵、潞西、瑞丽   |
| 20                 | G321               | 广州—成都           | 广州、肇庆、云安、德庆、郁南、封开、梧州、蒙山、荔浦、阳朔、桂林、龙胜、三江、从江、榕江、三都、丹寨、都匀、惠水、安顺、普定、织金、黔西、大方、叙永、泸州、泸县、隆昌、内江、资中、资阳、简阳、成都 |
| 21                 | G322               | 瑞安—友谊关         | 瑞安、文成、景宁、云和、龙泉、浦城、邵武、光泽、黎川、南丰、乐安、永丰、峡江、安福、莲花、茶陵、安仁、衡阳、祁东、祁阳、永州、全州、兴安、灵川、桂林、永福、鹿寨、柳州、柳江、合山、宾阳、南宁、宁明、凭祥、友谊关（口岸） |
| 22                 | G323               | 瑞金—清水河         | 瑞金、于都、赣县、赣州、南康、大余、南雄、始兴、韶关、乳源、连州、连南、连山、贺州、钟山、平乐、荔浦、鹿寨、柳城、宜州、河池、东兰、巴马、百色、富宁、砚山、开远、建水、石屏、镇沅、临沧、耿马、清水河（口岸） |
| 23                 | G324               | 福州—昆明           | 福州、莆田、惠安、泉州、厦门、漳州、漳浦、云霄、诏安、饶平、汕头、普宁、陆丰、海丰、惠东、惠州、博罗、增城、广州、肇庆、高要、云浮、罗定、岑溪、容县、北流、玉林、兴业、横县、南宁、隆安、平果、田东、田阳、百色、田林、安龙、兴义、罗平、师宗、陆良、宜良、昆明 |
| 24                 | G325               | 广州—南宁           | 广州、佛山、鹤山、开平、恩平、阳江、阳春、茂名、化州、廉江、合浦、钦州、南宁 |
| 25                 | G326               | 秀山—河口           | 秀山、沿河、德江、凤冈、湄潭、遵义、金沙、大方、毕节、赫章、威宁、宣威、沾益、曲靖、陆良、石林、弥勒、开远、蒙自、屏边、河口（口岸） |
| 26                 | G327               | 连云港—固原         | 连云港、临沭、临沂、费县、平邑、泗水、曲阜、兖州、济宁、嘉祥、巨野、菏泽、东明、长垣、封丘、原阳、武陟、博爱、沁阳、济源、垣曲、绛县、侯马、新绛、稷山、河津、韩城、黄龙、黄陵、正宁、宁县、镇原、彭阳、固原 |
| 27                 | G328               | 启东—老河口         | 启东（寅阳）、如东、海安、姜堰、泰州、江都、扬州、仪征、六合、南京、滁州、定远、淮南、霍邱、淮滨、新蔡、平舆、汝南、确山、泌阳、唐河、新野、邓州、老河口 |
| 28                 | G329               | 舟山—鲁山           | 舟山（普陀）、宁波、慈溪、上虞、临安、宁国、宣城、芜湖、巢湖、定远、凤阳、蚌埠、怀远、利辛、界首、沈丘、项城、商水、漯河、叶县、鲁山（G311） |
| 29                 | G330               | 洞头—合肥           | 洞头、温州、青田、丽水、缙云、永康、金华、兰溪、建德、淳安、旌德、黄山区、青阳、庐江、合肥（肥西） |
| 30                 | G331               | 丹东—阿勒泰         | 丹东、集安、临江、长白、图们、珲春、东宁、绥芬河、穆棱、鸡西、密山、虎林、饶河、抚远（浓桥）、同江、萝北、嘉荫、逊克、黑河、呼玛、漠河、额尔古纳、满洲里、新巴尔虎右旗、新巴尔虎左旗、阿尔山、东乌珠穆沁旗、阿巴嘎旗、苏尼特左旗、二连浩特、额济纳旗、塔克什肯、青河、富蕴、阿勒泰、布尔津、哈巴河、阿勒泰（阿黑土别克口岸） |
| 31                 | G332               | 萝北—额布都格       | 萝北（口岸）、鹤岗、伊春、北安、五大连池、嫩江、加格达奇、鄂伦春、根河、额尔古纳、海拉尔、新巴尔虎左旗、额布都格（口岸） |
| 32                 | G333               | 三合—莫力达瓦旗     | 三合（口岸）、龙井、延吉、汪清、延寿、木兰、庆安、绥棱、海伦、拜泉、依安、讷河、莫力达瓦旗 |
| 33                 | G334               | 龙井—东乌珠穆沁旗   | 龙井、和龙、桦甸、长春、长岭、通榆、科尔沁右翼中旗、霍林郭勒、东乌珠穆沁旗 |
| 34                 | G335               | 承德—塔城           | 承德、滦平、赤城、崇礼、张北、尚义、乌兰察布、察哈尔右翼中旗、四子王旗、达尔罕茂明安联合旗、乌拉特中旗、乌拉特后旗、额济纳旗、伊吾、巴里坤、木垒、奇台、吉木萨尔、阜康、五家渠、克拉玛依、托里、额敏、塔城（巴克图口岸） |
| 35                 | G336               | 天津—神木           | 天津（大港）、静海、文安、雄县、安新、保定、满城、灵丘、浑源、应县、朔州、偏关、河曲、神木 |
| 36                 | G337               | 黄骅—榆林           | 黄骅（港口）、青县、河间、蠡县、博野、安国、定州、曲阳、阜平、五台、定襄、忻州、静乐、兴县、神木、榆林 |
| 37                 | G338               | 海兴—天峻           | 海兴（港口）、盐山、孟村、南皮、泊头、武强、饶阳、安平、深泽、无极、正定、平山、五台、原平、宁武、神池、保德、府谷、乌审旗、鄂托克旗、鄂托克前旗、中卫、景泰、天祝、门源、祁连、天峻 |
| 38                 | G339               | 滨州港—榆林         | 滨州港、无棣、庆云、乐陵、宁津、吴桥、景县、阜城、武邑、衡水、冀州、宁晋、高邑、赞皇、昔阳、晋中、清徐、古交、娄烦、临县、佳县、榆林 |
| 39                 | G340               | 东营港—子长         | 东营港、沾化、无棣、阳信、惠民、商河、临邑、平原、武城、清河、广宗、平乡、邢台、左权、榆社、太谷、祁县、平遥、介休、孝义、交口、石楼、清涧、子长 |
| 40                 | G341               | 胶南—海晏           | 胶南、诸城、沂源、莱芜、泰安、肥城、平阴、东阿、阳谷、南乐、安阳、林州、平顺、潞城、屯留、沁源、古县、霍州、汾西、隰县、永和、延川、延安、安塞、志丹、吴起、华池、环县、海原、白银、永登、互助、大通、海晏 |
| 41                 | G342               | 日照—凤县           | 日照（港口）、五莲、莒县、沂水、蒙阴、新泰、宁阳、汶上、梁山、台前、濮阳、浚县、陵川、晋城、阳城、沁水、绛县、闻喜、运城、临猗、合阳、澄城、白水、铜川、旬邑、彬县、麟游、眉县、太白、凤县 |
| 42                 | G343               | 大丰—卢氏           | 大丰、盐城、建湖、淮安、泗阳、泗洪、泗县、灵璧、宿州、永城、夏邑、虞城、商丘、宁陵、睢县、通许、尉氏、新郑、伊川、宜阳、洛宁、卢氏（G209） |
| 43                 | G344               | 东台—灵武           | 东台（G28）、兴化、金湖、盱眙、五河、固镇、宿州、涡阳、郸城、淮阳、西华、临颍、襄城、郏县、汝州、汝阳、嵩县、卢氏、洛南、蓝田、户县、兴平、武功、杨凌、扶风、岐山、凤翔、千阳、陇县、华亭、泾源、固原、海原、同心、吴忠、灵武 |
| 44                 | G345               | 启东—那曲           | 启东（寅阳）、启东、海门、南通、靖江、泰兴、江都、扬州、天长、明光、凤阳、蚌埠、怀远、潘集、凤台、颍上、阜阳、临泉、上蔡、西平、舞钢、方城、南召、西峡、商南、山阳、镇安、宁陕、洋县、城固、汉中、勉县、略阳、康县、陇南、舟曲、迭部、玛曲、久治、达日、石渠、玉树、杂多、聂荣、那曲 |
| 45                 | G346               | 上海—安康           | 上海、张家港、江阴、镇江、南京、含山、巢湖、庐江、舒城、霍山、麻城、红安、大悟、广水、随州、宜城、南漳、保康、房县、竹山、竹溪、平利、安康 |
| 46                 | G347               | 南京—德令哈         | 南京、和县、无为、枞阳、安庆、望江、黄梅、蕲春、浠水、孝感、应城、京山、钟祥、荆门、远安、兴山、巫溪、城口、万源、通江、巴中、阆中、梓潼、江油、北川、茂县、黑水、阿坝、久治、玛沁、都兰、德令哈 |
| 47                 | G348               | 武汉—大理           | 武汉、汉川、天门、沙洋、荆门、当阳、宜昌、秭归、巴东、巫山、奉节、云阳、万州、忠县、丰都、涪陵、巴南、江津、永川、荣昌、隆昌、富顺、自贡、荣县、乐山、沙湾、马边、美姑、昭觉、西昌、盐源、宁蒗、丽江、鹤庆、大理 |
| 48                 | G349               | 察难—萨嘎           | 察雅、洛隆、边坝、嘉黎、墨竹工卡、乃东、扎囊、贡嘎、曲水、浪卡子、江孜、白朗、日喀则、谢通门、拉孜、昂仁、萨嘎 |
| 49                 | G350               | 利川—炉霍           | 利川、忠县、邻水、广安、武胜、遂宁、大英、中江、德阳、什邡、彭州、都江堰、小金、丹巴、八美、道孚、炉霍 |
| 50                 | G351               | 台州—小金           | 台州（港口）、临海、仙居、磐安、东阳、义乌、浦江、兰溪、婺源、景德镇、湖口、九江、瑞昌、阳新、咸宁、嘉鱼、洪湖、监利、江陵、公安、松滋、五峰、鹤峰、宣恩、石柱、丰都、合川、安岳、乐至、资阳、仁寿、眉山、丹棱、洪雅、雅安、芦山、宝兴、小金（达维） |
| 51                 | G352               | 张家界—巧家         | 张家界、古丈、吉首、松桃、印江、德江、务川、正安、桐梓、习水、古蔺、威信、彝良、昭通、巧家 |
| 52                 | G353               | 宁德—福贡           | 宁德、周宁、政和、松溪、浦城、广丰、上饶、横峰、弋阳、万年、余干、南昌、安义、靖安、修水、通城、岳阳、华容、安乡、津市、澧县、石门、慈利、张家界、桑植、来凤、咸丰、黔江、彭水、武隆、南川、万盛、合江、泸州、南溪、宜宾、屏山、绥江、雷波、金阳、会东、会理、攀枝花、永胜、丽江、维西、福贡 |
| 53                 | G354               | 南昌—兴义           | 南昌、安义、奉新、宜丰、浏阳、长沙、韶山、娄底、涟源、冷水江、新化、溆浦、辰溪、麻阳、凤凰、铜仁、江口、石阡、余庆、瓮安、开阳、修文、贵阳、惠水、长顺、紫云、贞丰、兴仁、兴义 |
| 54                 | G355               | 福州—巴马           | 福州、永泰、德化、永春、安溪、长泰、漳州、南靖、平和、五华、紫金、河源、龙门、清远、广宁、怀集、昭平、蒙山、金秀、象州、来宾、合山、马山、大化、巴马 |
| 55                 | G356               | 湄洲—西昌           | 湄洲、仙游、大田、永安、清流、宁化、宁都、兴国、泰和、永新、炎陵、耒阳、常宁、祁阳、邵阳、隆回、武冈、靖州、黎平、榕江、三都、丹寨、都匀、惠水、安顺、六枝、水城、六盘水、威宁、昭通、布拖、西昌 |
| 56                 | G357               | 东山—泸水           | 东山、云霄、永定、上杭、武平、信丰、南康、上犹、崇义、汝城、桂东、资兴、郴州、桂阳、嘉禾、宁远、道县、灌阳、桂林、融水、罗城、环江、河池、东兰、凤山、凌云、田林、西林、泸西、弥勒、华宁、江川、玉溪、易门、双柏、景东、云县、凤庆、昌宁、保山、泸水 |
| 57                 | G358               | 石狮—水口           | 石狮、晋江、南安、安溪、华安、龙岩、上杭、武平、寻乌、定南、和平、连平、翁源、英德、阳山、梧州、苍梧、藤县、桂平、贵港、宾阳、武鸣、大新、龙州、水口（口岸） |
| 58                 | G359               | 佛山—富宁           | 佛山、新兴、信宜、陆川、博白、浦北、灵山、扶绥、崇左、大新、靖西、那坡、富宁 |
| 59                 | G360               | 文昌—临高           | 文昌（龙楼）、定安、澄迈、临高 |
| 60                 | G361               | 陵水—昌江           | 陵水、保亭、五指山、白沙、昌江（昌化） |
| 四、联络线（81条） |                    |                     | |
| 1                  | G501               | 集贤—当壁           | 集贤、宝清、密山、当壁（口岸） |
| 2                  | G502               | 克东—齐齐哈尔       | 克东、克山、依安、齐齐哈尔 |
| 3                  | G503               | 五常—通榆           | 五常、榆树、扶余、松原、乾安、通榆 |
| 4                  | G504               | 抚松—公主岭         | 抚松（漫江）、靖宇、辉南、伊通、公主岭 |
| 5                  | G505               | 开原—奈曼旗         | 开原、调兵山、法库、彰武、库伦旗、奈曼旗 |
| 6                  | G506               | 集安—本溪           | 集安（口岸）、桓仁、本溪 |
| 7                  | G507               | 长海—长兴岛         | 长海、瓦房店、长兴岛 |
| 8                  | G508               | 赤峰—曹妃甸         | 赤峰（小城子）、平泉、宽城、青龙、迁安、滦县、唐海、曹妃甸 |
| 9                  | G509               | 京唐港—通州         | 京唐港、乐亭、滦南、唐山、宝坻、香河、通州 |
| 10                 | G510               | 围场—察哈尔右翼后旗 | 围场（牌楼）、多伦、正蓝旗、正镶白旗、康保、化德、商都、察哈尔右翼后旗 |
| 11                 | G511               | 苏尼特右旗—张北     | 苏尼特右旗、镶黄旗、化德、张北 |
| 12                 | G512               | 万全—达拉特旗       | 万全、天镇、阳高、丰镇、凉城、和林格尔、托克托、达拉特旗 |
| 13                 | G513               | 临邑—德州           | 临邑、陵县、德州 |
| 14                 | G514               | 齐河—邯郸           | 齐河、禹城、高唐、夏津、临清、临西、邱县、曲周、邯郸 |
| 15                 | G515               | 定州—浚县           | 定州、无极、晋州、宁晋、柏乡、隆尧、任县、南和、鸡泽、成安、临漳、浚县 |
| 16                 | G516               | 沾化—青州           | 沾化、垦利、东营、广饶、青州 |
| 17                 | G517               | 长岛—莱西           | 长岛、蓬莱、莱西 |
| 18                 | G518               | 日照—定陶           | 日照（岚山港）、莒南、临沂、山亭、枣庄、微山、沛县、丰县、单县、成武、定陶 |
| 19                 | G519               | 榆社—潞城           | 榆社、武乡、潞城 |
| 20                 | G520               | 临汾—延安           | 临汾、蒲县、大宁、延长、延安 |
| 21                 | G521               | 运城—潼关           | 运城、永济、潼关 |
| 22                 | G522               | 垣曲—潼关           | 垣曲、平陆、芮城、潼关 |
| 23                 | G523               | 泰州—丹阳           | 泰州、扬中、丹阳 |
| 24                 | G524               | 常熟—海宁           | 常熟、苏州、吴江、嘉兴、海宁 |
| 25                 | G525               | 平湖—杭州           | 平湖、海盐、杭州 |
| 26                 | G526               | 嵊泗连接线          | 嵊泗、岱山、舟山 |
| 27                 | G527               | 象山—义乌           | 象山、宁海、新昌、义乌 |
| 28                 | G528               | 龙游—广昌           | 龙游、遂昌、龙泉、庆元、政和、建瓯、顺昌、将乐、泰宁、建宁、广昌 |
| 29                 | G529               | 金寨—岳西           | 金寨（G312）、岳西 |
| 30                 | G530               | 黄山—湖口           | 黄山区、石台、东至、彭泽、湖口 |
| 31                 | G531               | 都昌连接线          | 都昌 |
| 32                 | G532               | 九江—德安           | 九江、星子、德安 |
| 33                 | G533               | 樟树—分宜           | 樟树、新余、分宜 |
| 34                 | G534               | 福清—长汀           | 福清、永泰、尤溪、三明、明溪、清流、长汀 |
| 35                 | G535               | 定南—宜章           | 定南、全南、始兴、仁化、乐昌、宜章 |
| 36                 | G536               | 桃江—溆浦           | 桃江、安化、溆浦 |
| 37                 | G537               | 宁远—连州           | 宁远、蓝山、连州 |
| 38                 | G538               | 江永—钟山           | 江永（G207）、富川、钟山 |
| 39                 | G539               | 揭东—南澳           | 揭东、潮州、南澳 |
| 40                 | G540               | 毛阳—九所           | 五指山（毛阳）、乐东、三亚（九所） |
| 41                 | G541               | 石泉—巫溪           | 石泉、紫阳、岚皋、镇坪、巫溪 |
| 42                 | G542               | 广元—万州           | 广元、旺苍、巴中、平昌、达州、开江、万州 |
| 43                 | G543               | 青川—平武           | 青川（沙州）、平武（南坝） |
| 44                 | G544               | 九寨沟—川主寺       | 九寨沟、川主寺 |
| 45                 | G545               | 茂县—德阳           | 茂县、绵竹、德阳 |
| 46                 | G546               | 纳溪—习水           | 纳溪、赤水、习水 |
| 47                 | G547               | 宜宾—兴文           | 宜宾、长宁、兴文 |
| 48                 | G548               | 班玛—色达           | 班玛、色达（翁达） |
| 49                 | G549               | 石棉—得荣           | 石棉、九龙、稻城、乡城、得荣 |
| 50                 | G550               | 越西—冕宁           | 越西（斯基）、喜德、冕宁（泸沽） |
| 51                 | G551               | 镇远—福泉           | 镇远（青溪）、施秉、黄平、福泉（凤山） |
| 52                 | G552               | 荔波—安龙           | 荔波、独山、平塘、罗甸、望谟、册亨、安龙 |
| 53                 | G553               | 蒙自—元江           | 蒙自、个旧、元阳、红河、元江 |
| 54                 | G554               | 永胜—祥云           | 永胜、宾川、祥云 |
| 55                 | G555               | 施甸连接线          | 施甸、保山 |
| 56                 | G556               | 镇安—瑞丽           | 镇安（龙陵）、腾冲、梁河、盈江、陇川、瑞丽（口岸） |
| 57                 | G557               | 贡觉连接线          | 江达、贡觉 |
| 58                 | G558               | 比如—边坝           | 比如（G317）、边坝 |
| 59                 | G559               | 察隅—墨脱           | 察隅、波密、墨脱 |
| 60                 | G560               | 米林—错那           | 米林、朗县、加查、曲松、桑日、乃东、琼结、错那 |
| 61                 | G561               | 当雄—拉萨           | 当雄、林周、拉萨 |
| 62                 | G562               | 班戈—亚东           | 班戈（及牙曲记）、申扎、南木林、日喀则、白朗、江孜、康马、亚东（口岸） |
| 63                 | G563               | 萨迦连接线          | 拉孜、萨迦 |
| 64                 | G564               | 普兰连接线          | 普兰 |
| 65                 | G565               | 札达连接线          | 札达 |
| 66                 | G566               | 西吉—天水           | 西吉、静宁、庄浪、张家川、清水、天水 |
| 67                 | G567               | 礼县—康县           | 礼县、西和、成县、康县 |
| 68                 | G568               | 兰州—碌曲           | 兰州、永靖、东乡、临夏、合作、碌曲（G213） |
| 69                 | G569               | 曼德拉—大通         | 曼德拉（G307）、民勤、武威、大通 |
| 70                 | G570               | 永昌连接线          | 金昌、永昌 |
| 71                 | G571               | 肃北连接线          | 肃北 |
| 72                 | G572               | 贵南—乌兰           | 贵南（G227）、茶卡、乌兰（察汉诺） |
| 73                 | G573               | 泽库—兴海           | 泽库、同德、兴海（河卡） |
| 74                 | G574               | 称多连接线          | 称多 |
| 75                 | G575               | 老爷庙—哈密         | 老爷庙（口岸）、巴里坤、哈密 |
| 76                 | G576               | 北屯—石河子         | 北屯、石河子 |
| 77                 | G577               | 精河—昭苏           | 精河、特克斯、昭苏 |
| 78                 | G578               | 新源—尼勒克         | 新源、巩留、尼勒克 |
| 79                 | G579               | 拜城连接线          | 拜城 |
| 80                 | G580               | 阿克苏—康西瓦       | 阿克苏、阿瓦提、阿拉尔、和田、康西瓦 |
| 81                 | G581               | 喀什—伊尔克什坦     | 喀什（托帕）、乌恰、伊尔克什坦（口岸） |

## 省道
- 省道的命名规则与国道保持一致，省道与国道全称及简称不应重复。如出现重复，采用起讫点地名的第二或第三位汉字替换等方式加以区别。
- 省会放射线编号为S1XX，数字区间为101一199，从S101开始升序编号；
- 南北纵线编号为S2XX，数字区间为201一299，从S201开始升序编号；
- 东西横线编号为S3XX，数字区间为301一399，从S301开始升序编号；
- 相邻省级区域连接贯通的省级高速公路统一其编号,
  - 跨省的普通省道南北纵线时，应以北侧省（自治区、直辖市）的路线编号为准；
  - 跨省的普通省道为东西横线时，应以东侧省（自治区、直辖市）的路线编号为准。
- 未纳入普通国道的城市绕城环线编号，宜纳入普通省道的省会放射线的编号区间。

## 县道
- 县道的命名规则与国、省道一致；
- 县道的编号结构为XXXX（XXX县道），数字区间为001一999，以地级行政区域为范围编制顺序号，亦可按省级行政区域为范围编制顺序号。

## 乡道
- 乡道的命名规则与国、省、县道一致；
- 乡道的编号结构为YXXX（XXX乡道），数字区间为001一999，以县级行政区域为范围编制顺序号，亦可按省级行政区域为范围编制顺序号。

## 村道
- 村道的命名规则与国、省、县、乡道一致；
- 村道的编号结构为CXXX（XXX村道）。

## 专用公路
- 专用公路的命名规则与国、省、县、乡道一致；
- 专用公路的编号结构为ZXXX（XXX专道），数字区间为001一999，以省级行政区域为范围编制顺序号。

## 其他公路
- 其他公路的命名规则与国、省、县、乡道一致；
- 其他公路的编号结构为QXXX，数字区间为001—999。